# Le Palais des mille et une nuits
Le Palais des mille et une nuits és una pel·lícula muda fantàstica francesa del 1905 dirigida per Georges Méliès. La pel·lícula, inspirada en Les mil i una nits, segueix les aventures d'un príncep la valentia i devoció del qual es posen a prova en una recerca màgica per guanyar la mà de la seva estimada.

## Trama
En un mític regne àrab, el noble però sense riquesa príncep Sourire (en francès "somriure") estima la bella princesa Indigo i demana al seu pare, un poderós Rajah, la seva mà en matrimoni. El Rajah es desfà amb ràbia del príncep; ja ha promès la mà d'Indigo a un vell amic seu, el ric usurer Sakaram. Indigo protesta amb vehemència mentre Sourire és expulsat pels guàrdies.
Tornant a la seva cambra privada, Sourire plora de dolor i accidentalment bolca un cremador d'encens. Del cremador surt fum, d'on surt el bruixot Khalafar. Després d'escoltar la història del príncep, el bruixot el pren sota la seva protecció i li obsequia una espasa màgica, prometent-li que si el príncep és valent i decidit, el bruixot el portarà a un tresor abundant que li permetrà guanyar el seu amor. Sourire accepta de bon grat i s'endinsa en l'aventura, seguit poc després pels seus amics, que volen impedir que faci alguna cosa temerària.
En arribar a un temple, el príncep cau de genolls en suplicació davant d'un altar a una deessa, Siva (presumiblement inspirada en les deïtat hindú Siva). L'estàtua de la deessa sobre l'altar cobra vida miraculosament i envia a Sourire en un vaixell ornamentat conduït per un nan blau. El vaixell navega per un riu sagrat i porta a Sourire a un bosc impenetrable, que s'obre màgicament per revelar cavernes secretes custodiades per una Fada d'Or. Sourire i els seus amics baixen a una gruta de cristall, on el seu coratge es posa a prova amb els atacs del genii de foc, foc follets, esquelets fantasma, un drac que respira foc, i un ramat de gripaus monstruosos. Sourire es manté ferm i fa volar els monstres. Khalafar apareix i felicita el príncep per haver passat el període de prova; ara serà recompensat pels seus esforços. Sourire és conduït al Palau de les Nits d'Àrabs i se li regala un tresor enorme.
De tornada al regne del Rajah, ha arribat el dia del matrimoni d'Indigo amb Sakaram. Just quan els dos estan a punt de casar-se al pati del palau, sonen les trompetes i apareix el príncep Sourire, engalanat amb les seves peces acabades de trobar i seguit d'una processó que revela les seves riqueses. El Rajah atordit permet que l'Índigo es casi per fi amb Sourire. La multitud encantada expulsa Sakaram del pati i celebra el casament del príncep i la princesa.

## Producció
Encara que clarament inspirada en les Les mil i una nits, la trama de la pel·lícula no està extreta de cap història d'aquesta col·lecció; més aviat, Méliès va combinar la iconografia visual de l'obra i elements de diverses històries, inclòs el geni alliberat del conte popular d'Aladí, en una narració d'aventures original que permetria un ampli marge per a l'espectacle i els efectes especials. El resultat és una història senzilla plena d'escenaris exòtics i moments espectaculars, que recorda molt a les trames de féeries, espectaculars produccions escèniques franceses populars al segle xix. Méliès apareix a la pel·lícula com el bruixot Khalafar. Un dels esbossos de vestuari de Méliès enumera els altres actors que tenia previst repartir: "Mlles Calvière, Bodson, Billuart et Pelletier. MM. Docky, d'Hubert, Dufresne, etc."
Le Palais des mille et une nuits era la segona pel·lícula de Méliès, després de Le Barbier de Séville (1904), més llarga de 400 metres. La pel·lícula, una de les pel·lícules més opulents de Méliès, destaca per un èmfasi més fort en l'espectacle i un ritme una mica més relaxat que les pel·lícules anteriors de Méliès; aquest canvi d'estil pot haver estat influenciat per la versió cinematogràfica de Edwin S. Porter de 1903 de La cabana de l'oncle Tom o pels fastuosos drames històrics que llavors estaven de moda entre els cineastes italians.
Pel vestuari de la seva pel·lícula, Méliès va aprofitar la disponibilitat d'un estoc considerable de vestits que havia comprat el mateix any a una casa de vestuari en fallida, la Maison Lepère. Els nombrosos accessoris de la pel·lícula inclouen gairebé tots aquests que abans s'havia vist, o es veurien més tard, en altres pel·lícules de Méliès: així, la porta morisca del Temple d'Or va ser manllevada de L'Homme mouche (1902), el titella de drac torna a La Fée Carabosse ou le Poignard fatal (1906), les ruïnes reapareixen a Pauvre John ou les Aventures d'un buveur de whiskey (1907), i així. El mateix Palau de les Nits d'Àrabs, pintat a l'estil trompe l'oeil sobre un fons pla, sembla exactament la salle de glaces (sala dels miralls) presentada a l'Exposició de París de 1900. (Una sala molt similar es va establir de manera més permanent a París sis anys més tard, com a part del Museu Grevin.)
Juntament amb el vestit i l'escenografia luxosos, un altre focus principal de la pel·lícula són els efectes especials espectaculars. Les tècniques de Méliès per crear aquests efectes inclouen maquinària escènica, pirotècnia, escamoteig, sobreimposició i fosa. L'efecte de transparència dels esquelets fantasma es va crear mitjançant exposició múltiple, amb la imatges dels protagonistes de la lluita i dels esquelets fantasmals gravats l'un sobre l'altre perquè tots dos fossin visibles. La descripció del catàleg de Méliès per la pel·lícula mostra un orgull particular per l'escena en la qual un bosc aparentment impenetrable, pintat sobre pisos disposats per mostrar la profunditat de l'espai, es divideix màgicament per revelar un temple: "Aquesta decoració que només es va fer després d'un treball considerable és una autèntica meravella. Posseeix una gran bellesa artística."

## Estrena i recepció

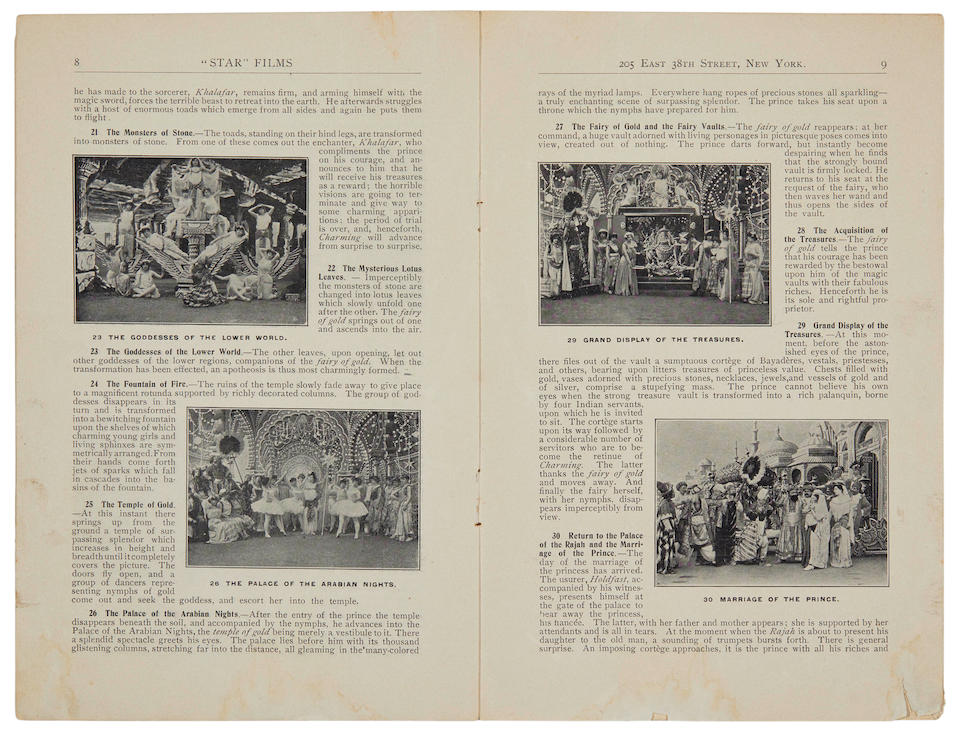
Pàgines del fulletó promocional de Méliès per la pel·lícula

La pel·lícula va ser estrenada per la Star Film Company de Méliès i està numerada del 705 al 726 als seus catàlegs, on es va anunciar com una grande féerie orientale nouvelle. Tant una impressió completa de 28 minuts com una versió abreujada de 22 minuts van ser venudes per Méliès; ambdues versions estaven disponibles en estampats en blanc i negre o colorit a mà. (Els temps d'execució enumerats als catàlegs de Méliès indiquen que pretenia una velocitat de 14 fotogrames per segon per a la pel·lícula.)
En un estudi de les representacions cinematogràfiques de la cultura àrab, l'escriptor Jack Shaheen critica Le Palais des mille et une nuits per incloure algunes de les imatges que esdevindrien estereotipades a versions de l'Orient Mitjà a Hollywood, citant l'escena inicial en què "donzelles submises assisteixen a un potentat avorrit, cobdiciós i de barba negra" mentre "un guardià de palau fornit refreda el governant" amb un ventall gegant. Per contra, l'historiador Robert Irwin, en un assaig sobre la pel·lícula de Méliès i altres versions de pantalla de Les mil i una nits, argumenta que "no s'hauria de fer massa cas" d'aquest estereotip, dient que "els cineastes han tractat la història medieval britànica d'una manera semblant a la moda de cavalleria en pel·lícules sobre les aventures de Robin Hood, mentre que una història fantàstica del Vell Oest ha estat evocada pels milers de pel·lícules de vaquers fetes a Hollywood."
El crític de cinema William B. Parrill, que va revisar les pel·lícules mudes dels anys 2010, va destacar l'escena de la lluita d'esquelets, dient que "prefigura escenes similars i no necessàriament més imaginatives a les pel·lícules de Ray Harryhausen". La teòrica acadèmica Antonia Lant, en una anàlisi de la poesia hàptica al cinema, va lloar l'escena amb el bosc que es separava màgicament, escrivint: "Melies va triar motius que sondaven o subratllaven les profunditats seductores però il·lusòries del cinema, les compressions i expansions impossibles de lluny i de prop, les identitats poc clares de la figura i el terreny." L'historiador cultural Richard Abel va destacar que el medi cultural evocat per Méliès "es converteix en una mena de gira mundial, combinant eclècticament diversos llocs exòtics reals i imaginaris a través de l'Orient Mitjà i Àsia" i, en un gir intel·ligent que exposa la màscara de l'"altre" i els seus perills, el Palau de les Nits d'Aràbia, on s'amaga el tresor, sembla molt semblant al Museu Grévin de París."